# The Aerosol Grey Machine
The Aerosol Grey Machine je první studiové album britské progresivní rockové skupiny Van der Graaf Generator. Jeho nahrávání probíhalo v lednu a znovu od července do srpna roku 1969 v londýnském studiu Trident Studios. Producentem alba byl John Anthony a vyšlo v září 1969 u vydavatelství Mercury Records.

## Seznam skladeb
| Pořadí | Název                       | Autor                               | Délka |
| ------ | --------------------------- | ----------------------------------- | ----- |
| 1.     | Afterwards                  | Peter Hammill                       | 4:55  |
| 2.     | Orthenthian St., Pts. 1 & 2 | Hammill                             | 6:18  |
| 3.     | Running Back                | Hammill                             | 6:35  |
| 4.     | Into a Game                 | Hammill                             | 6:57  |
| 5.     | Aerosol Grey Machine        | Hammill                             | 0:47  |
| 6.     | Black Smoke Yen             | Hugh Banton, Keith Ellis, Guy Evans | 1:26  |
| 7.     | Aquarian                    | Hammill                             | 8:22  |
| 8.     | Necromancer                 | Hammill                             | 3:38  |
| 9.     | Octopus                     | Hammill                             | 8:00  |

## Obsazení
- Peter Hammill – zpěv, kytara
- Hugh Banton – klavír, varhany, perkuse, doprovodné vokály
- Keith Ellis – baskytara
- Guy Evans – bicí, perkuse
- Jeff Peach – flétna